# Schraalhanskeukenmeester
Schraalhanskeukenmeester (afkorting van 'Schraalhanskeukenmeester in samenwerking met de Cohen Connection Live in Vleeschpaleis Juch') is een experimentele theatergroep die 1987 te Doetinchem opgericht is. Gevonden objecten uit het vuil of autosloperijen dienden als readymade inspiratiebron. De groep is jarenlang actief geweest, en heeft opgetreden in heel Nederland met performances, theater- en muziekoptredens. Inspiratie werd gezocht en soms gevonden in dada en kunstenaars als Kurt Schwitters, Marcel Duchamp, Max Ernst, Theo van Doesburg en uiteraard Hugo Ball. Diens Cabaret Voltaire was inspiratie voor tal van gemengde open optredens.